# Isonoe (měsíc)
Isonoe (eye-son'-oe-ee, IPA: /aɪsɒnəʊi/; řecky Ισονοη) nebo též Jupiter XXVI, je retrográdní nepravidelný přirozený satelit Jupiteru. Byl objeven v roce 2000 skupinou astronomů z Havajské univerzity vedených Scottem S. Sheppardem a dostal prozatímní označení S/2000 J 6, platné do října 2002, kdy byl definitivně pojmenován.
Isonoe má v průměru asi ~3,8 km, jeho průměrná vzdálenost od Jupiteru činí 23,833 Gm, oběhne jej každých 751,6 dnů, s inklinací 166° k ekliptice (169° k Jupiterovu rovníku) a excentricitou 0,166. Isonoe patří do rodiny Carme.